# De grote baadsters (Renoir)
De grote baadsters (Les Grande Baigneuses) is een schilderij van de Franse kunstschilder Pierre-Auguste Renoir, geschilderd tussen 1884 en 1887, olieverf op doek, 117,8 x 170,8 cm. Het toont drie naakte baadsters, waarvan er een de twee anderen dreigt nat te spatten. Het werk hangt in Philadelphia Museum of Art in Philadelphia.

## Context
Begin jaren 1880 toonde Renoir zich in toenemende mate ontevreden over zijn werk. Hij had een afkeer gekregen van het afbeelden van vluchtige momenten en begon te zoeken naar wat hij noemde een 'museumkunst'. Zijn rondreis door Italië in 1881 was daarbij een markerende gebeurtenis. In de Italiaanse kunst vond hij een helderheid van vorm, een nauwkeurigheid van contour en een vaardigheid van compositie, die hem kwaliteiten toeschenen die hij in zijn eigen werk miste.

## Afbeelding
Renoir begon aan zijn Les Grandes Baigneuses twee jaar na zijn terugkeer uit Italië. Het wordt gezien als een mijlpaal in zijn oeuvre. In het thema liet hij zich inspireren door een sculptuur van François Girardon (Bad van de Nimfen, 1672), een bas-reliëf gemaakt voor een fontein in de tuin van Versailles. Ook is de invloed herkenbaar van werken van Ingres en vooral de fresco's van Rafaël, die de kunstenaar had gezien tijdens zijn reis naar Italië. Deze twee grote kunstenaars zijn van invloed op de manier van schilderen en tekenen van Renoir, die zich vanaf die tijd liet kenmerken door een sterkere concentratie op de verhouding tussen tekenen en schilderen, met hardere contouren, met een gladde structuur, meer gedisciplineerd en klassieker van stijl. Hij gaf het schilderen in de openlucht op en maakte het vrouwelijk naakt – dat tot dan toe nagenoeg afwezig was in zijn schilderijen – tot zijn belangrijkste onderwerp.
De twee belangrijkste modellen die poseerden voor dit schilderij zijn Aline Charigot, de brunette op de voorgrond, een van zijn favoriete modellen voordat ze in 1890 zijn vrouw werd, en Suzanne Valadon, de blonde, zelf schilderes en moeder van Maurice Utrillo.
Renoir werkte drie jaar aan het schilderij. Het was de langste periode dat hij aan een schilderij werkte. In deze periode produceerde hij tal van voorbereidende studies in grafiet, inkt, krijt en waterverf. Deze werkwijze wordt eveneens gezien als tekenend voor het verlaten van de impressionistische principes.

## Waardering
Het schilderij werd tentoongesteld op de Internationale Tentoonstelling van 1887, gehouden in de prestigieuze galerie van Georges Petit, een kunsthandelaar die samen met de invloedrijke Paul Durand-Ruel opgang maakte. Renoir werd ongerust en vroeg zich af wat het publiek zou vinden van zijn nieuwe stijl. Op deze tentoonstelling gaf hij een ondertitel aan zijn doek: Testen van decoratief schilderen. Het meesterwerk werd verschillend beoordeeld.